# Simonestus robustus
Simonestus robustus är en spindelart som först beskrevs av Arthur M. Chickering 1937.  Simonestus robustus ingår i släktet Simonestus och familjen flinkspindlar.
Artens utbredningsområde är Panama. Inga underarter finns listade i Catalogue of Life.